# کتیرا

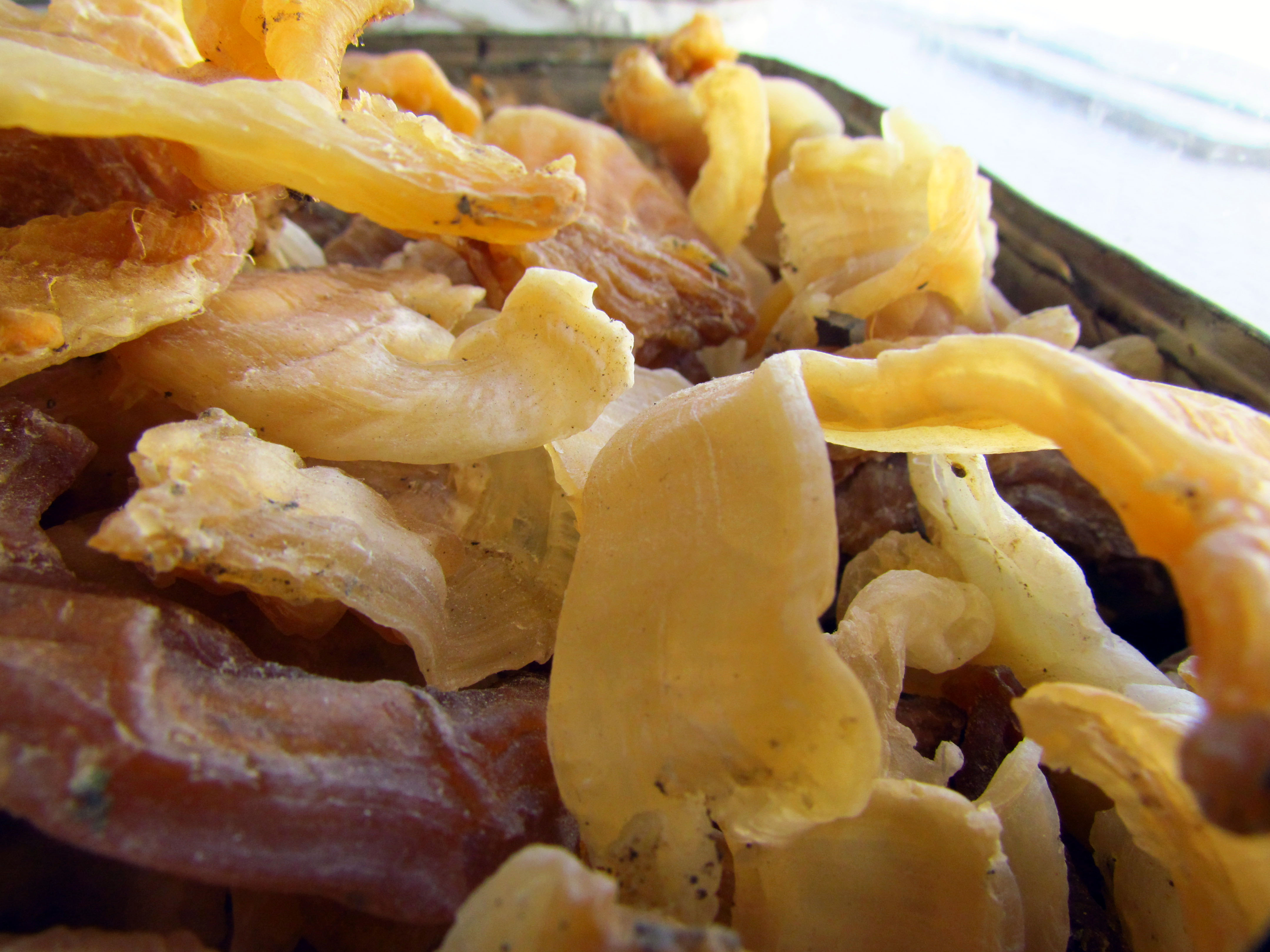
کتیرا

کتیرا هیدروکلوئیدی با کیفیت است که از نظر ساختمان شیمیایی، یک کربوهیدرات آبدوست غیر یکنواخت و بسیار منشعب است. کتیرا متشکل از دو جزء اصلی تحت عنوان تراگاکانتیک اسید یا باسورین و تراگاکانتین است. باسورین ۷۰–۶۰ درصد از کل صمغ را به خود اختصاص داده و جزء نامحلول در آب است که قابلیت تورم و تشکیل ژل را دارد. جزء دیگر یا تراگاکانتین نیز، در آب حل شده و منجربه ایجاد محلول کلوئیدی می‌شود. باسورین یک جزء اسیدی است که بر اثر هیدرولیز اسیدی، قندهایی نظیر دی-زایلوز، ال-فوکوز دی گالاکتورونیک اسید، و مقدار کمی ال-رامنوز تولید می‌کند. خواص صمغ کتیرا به مقدار زیادی به باسورین ارتباط دارد.
ترشحات صمغی خشک شده حاصل از چندین گونهٔ گیاه گون است. گونه‌های مولد کتیرای کو
ن گیاهان کوچکی ارتفاع یک متر و بومی آسیای صغیر، ایران، سوریه و یونان هستند. ایران بزرگ‌ترین صادرکننده کتیرا در جهان است.
در اثر خراش دادن ساقه گیاه جدار سلول‌های اشعه مرکزی و سلول‌های پارانشیمی با جذب آب به تدریج بدل به صمغ می‌شود، فشار تولید شده سبب رانده شدن صمغ به طرف شکاف می‌گردد. صمغ در مجاورت هوا در اثر تبخیر آب به تدریج سخت می‌گردد. شکل محصول خشک شده بستگی به نوع شکافی که بر روی ساقه ایجاد شده‌است دارد.
آن روز که از مواد پاک‌کننده امروزی خبری نبود، سدر و کتیرا، در حیات بهداشتی جامعه، نقش عمده‌ای داشتند. هرچند که برای کتیرا، زمینه‌های استفاده دیگری نیز وجود داشت. این صمغ گیاهی گونه‌های مختلفی دارد که به صورت درختچه یا گیاهان علفی چند ساله در ایران به‌طور کلی آنها را گَوَن می‌نامند.
در متون طب سنتی این گیاهان با نام‌های عربی «محلب العقاب» و «اصابع الغروس» معرفی شده‌اند. از تعداد زیادی از آنها صمغ کتیرا استخراج می‌شود که از نظر اقتصادی بسیار اهمیت دارند؛ زیرا کتیرا مورد مصرف دارویی و صنعتی فراوانی دارد. بعضی از این گیاهان به علت جذب ماده سلنیوم از خاک سمی هستند و با پی بردن به وجود سلنیوم در این گیاهان به وجود اورانیوم در محل رویش آنها پی می‌برند ولی در کوه‌های آذربایجان شرقی هم می‌روید.

## شیوه بهره‌برداری
کتیرا صمغی است که از ساقه گون بر اثر فعالیت مکانیکی انسان بر روی آن به بیرون تراوش می‌کند. شروع بهره‌برداری معمولاً از اواخر فصل بهار است و شصت روز (تا اوایل شهریور ماه) ادامه دارد. بهره برداران ابتدا اطراف ساقه گون را خالی می‌کنند و سپس با تیغ‌های مخصوصی برش موازی با ساقه (موازی با آوندهای آبکش) ایجاد می‌کنند. شیرگون (کتیرا) پس از چند روز به مرور بر اثر برشی که به ساقه وارد شده به بیرون تراوش می‌کند و شیره در معرض نور آفتاب، آب خود را از دست می‌دهد و سفت می‌شود.
بهره برداران، بیست و یک روز پس از برش به جمع‌آوری کتیرا می‌پردازند و این عمل را مجدداً تکرار می‌کنند. کتیرا به دو نوع مفتولی و خرمنی تقسیم می‌شود که عمده تولید کتیرای شهرستان اقلید از نوع خرمنی است ولی به دلیل دشواری کار از تولید این محصول در استان کم شده که با تمهیدات لازم می‌توان میزان تولید را به میزان در خور توجهی افزایش داد. کتیرا ۱۰ تا ۱۵ درصد آب، ۳ تا ۴ درصد مواد معدنی و ۳ درصد نشاسته دارد. در کتیرا به‌طور کلی دو نوع ماده مؤثر وجود دارد، یکی ماده‌ای است محلول در آب به نام تراگاکانتین و دیگری غیرقابل حل در آب که باسورین گفته می‌شود. تراگاکانتین متشکل از اسید گالاکتورونیک است که به قندهای گالاکتوز و کسیلوز متصل است.